# 藤宮あゆ
藤宮 あゆ（ふじみや あゆ、10月7日 - ）は、日本の漫画家。愛知県名古屋市出身。血液型A型。

## 略歴
- 2001年 - AM（オールマーガレット）新人漫画グランプリ準大賞を桃森ミヨシとW受賞し『ザ マーガレット』（集英社）でデビュー。

## 作品リスト
全て集英社、マーガレットコミックスから刊行されている。
- 週7（2007年5月25日発売[2]、ISBN 978-4-08-846172-4）
  - 週7（『ザ マーガレット』2006年10月号）
  - LOVE中（『マーガレット』2005年9号）
  - 恋ノ果実（『ザ マーガレット』2005年12月号）
  - sweet little winter（『マーガレット』2006年24号）
- 僕らはいつも（2007年 - 2013年、全11巻）
- 空想スピンフラワー[注 1]（2013年 - 2014年、全3巻）
  1. 2014年2月25日発売[3]、『マーガレット』2013年17号[4] - 21号、24号 - 2014年1号、ISBN 978-4-08-845142-8
    - 成田日記（描きおろし）

  2. 2014年5月23日発売[5]、『マーガレット』2014年2号 - 6号、8号 - 10号、ISBN 978-4-08-845208-1
    - 空想スピンフラワー入門講座ー!!（『マーガレット』2014年7号）
    - パンダ日記（描きおろし）

  3. 2014年9月25日発売[6]、『マーガレット』2014年11号 - 17号、ISBN 978-4-08-845264-7
    - south south west（『マーガレット』2013年10号別冊ふろく『マーガレット創刊50周年Anniversary Book』）
- てのひらシャーベット[注 2]（2015年 - 2016年、全3巻）
  1. 2015年11月25日発売[7]、『マーガレット』2015年14号[8] - 19号、ISBN 978-4-08-845480-1
    - すーじーのお悩み相談室（描きおろし）

  2. 2016年3月25日発売[9]、『マーガレット』2015年21号 - 2016年3・4合併号、ISBN 978-4-08-845539-6
    - 入瀬せんせいのお料理教室（描きおろし）

  3. 2016年6月24日発売[10]、『マーガレット』2016年5号 - 10号、ISBN 978-4-08-845593-8
    - 透時間（スキジカン）（『マーガレット』2015年3・4合併号[11] - 5号）
    - がんばれ入瀬くん（描きおろし）

### アンソロジー
- I LOVE YOU[注 3]（2010年12月24日発売[12]、ISBN 978-4-08-846603-3）
  - 最愛の君へ（『ザ マーガレット』2007年5月号）

### 単行本未収録作品
- 虹と少年少女（『マーガレット』2003年15号 - ）
- ぐるぐるノイズ（『マーガレット』2004年2号 - ）
- 恋する狼さん（『ザ マーガレット』2015年2月号）